# Edvard Leufvén
Edvard Johansson Leufvén, född 29 mars 1874, död 9 juni 1928, var en svensk teolog. Han var bror till Gustaf Leufvén.
Leufvén blev filosofie doktor i Uppsala 1897 (med avhandlingen Kritisk exposition af Benjamin Höijers konstruktionsfilosofi), teologie licentiat 1911, kyrkoherde i Ununge och Edsbro församlingar. Han blev teologie doktor 1917 med avhandlingen Studier till den praktiska teologiens systematik, direktor för praktiskt-teologiska institutionen vid Uppsala universitet 1921, docent i praktisk teologi 1925 och titulärprofessor 1928. Leufvén utgav flera arbeten i kyrkohistoria och praktisk teologi, varibland märks Kybernetikens principlära (1910), Svenska högmässoritualet 1789–1811 (1919), Upplysningstidens predikan (2 band, 1926–1927). Han var även redaktör för Svensk Kyrkotidning 1922–1928. Edvard Leufvén är begravd på Uppsala gamla kyrkogård.